# Séisme de 2006 à Hawaï
Le séisme de 2006 à Hawaï est un séisme qui s'est produit le 15 octobre 2006 aux États-Unis et dont l'épicentre se trouve sur la côte occidentale de l'île d'Hawaï. Ne faisant aucune victime, il provoque la destruction et la détérioration de plusieurs dizaines de bâtiments, la fissuration de nombreuses routes et des glissements de terrain.

## Contexte
Malgré son éloignement de plusieurs milliers de kilomètres des limites de plaques, Hawaï ne constitue pas pour autant une région asismique. Les îles nées du volcanisme sont relativement instables, leur structure étant composée d'un empilement de coulées de lave. Les glissements de terrain, y compris majeurs et pouvant affecter des pans entiers de montagne, se sont déjà produits dans le passé depuis plusieurs centaines de milliers d'années. Des failles, parfois induites par les structures volcaniques, lézardent ainsi les différentes îles et le déplacement des deux blocs est à l'origine des séismes les plus puissants enregistrés dans cet archipel.

## Caractéristiques
La secousse principale s'est produite le 15 octobre 2006 à 7 h 7 min 49 s (17 h 7 min 49 s UTC). Son épicentre se trouve sur la côte occidentale de l'île d'Hawaï, à 21 kilomètres au sud-ouest de Puako, à 21 kilomètres au nord de Kailua, dans l'Océan Pacifique, juste en face de l'aéroport de Kona. D'une magnitude de 6,7, son hypocentre se trouve à une profondeur de 29 kilomètres. Des répliques ont suivi la secousse principale dont une de magnitude de 6 au bout de sept minutes.

## Conséquences
Aucun mort ou blessé n'est à déplorer.

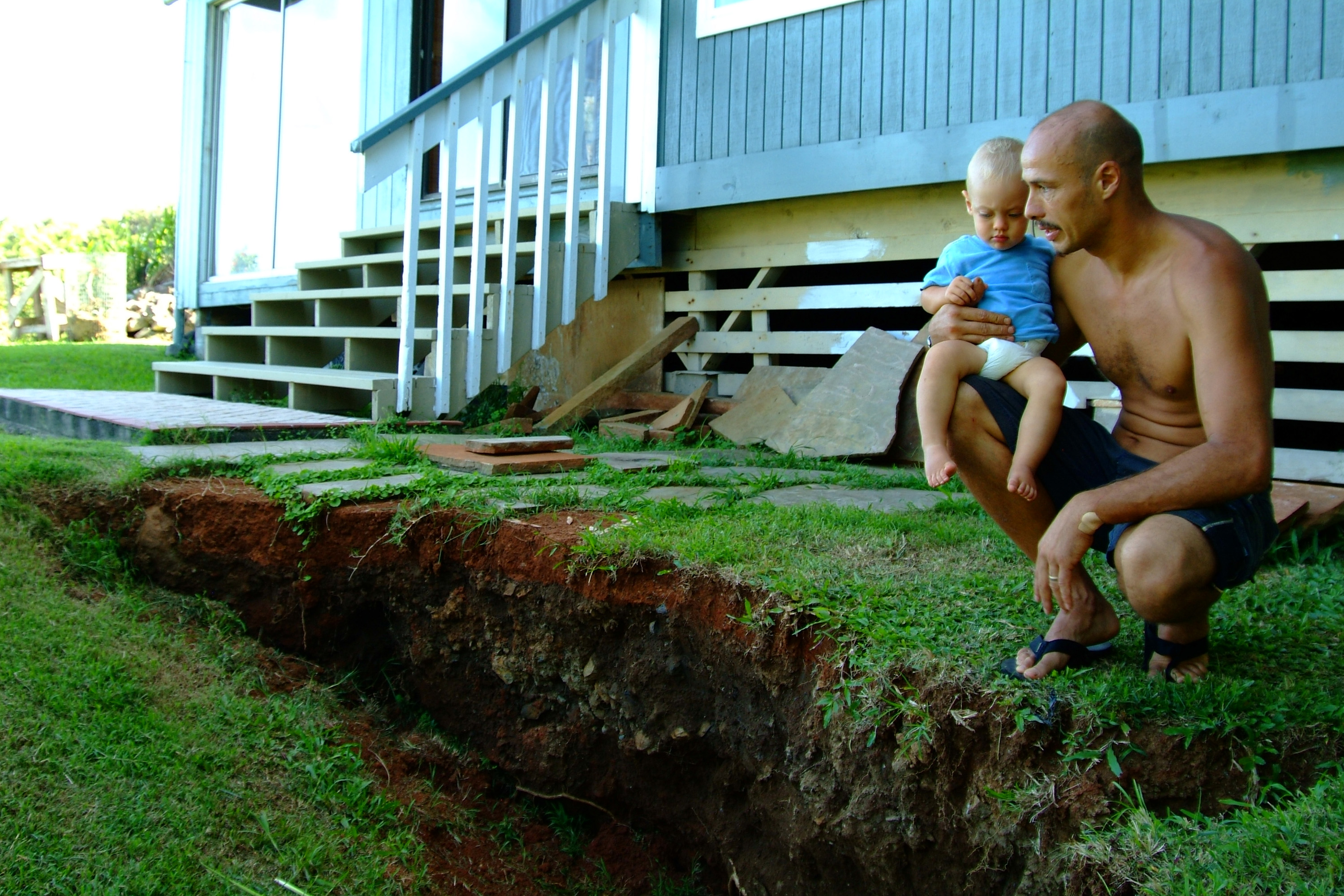
Faille apparue dans un jardin de Kapaau.

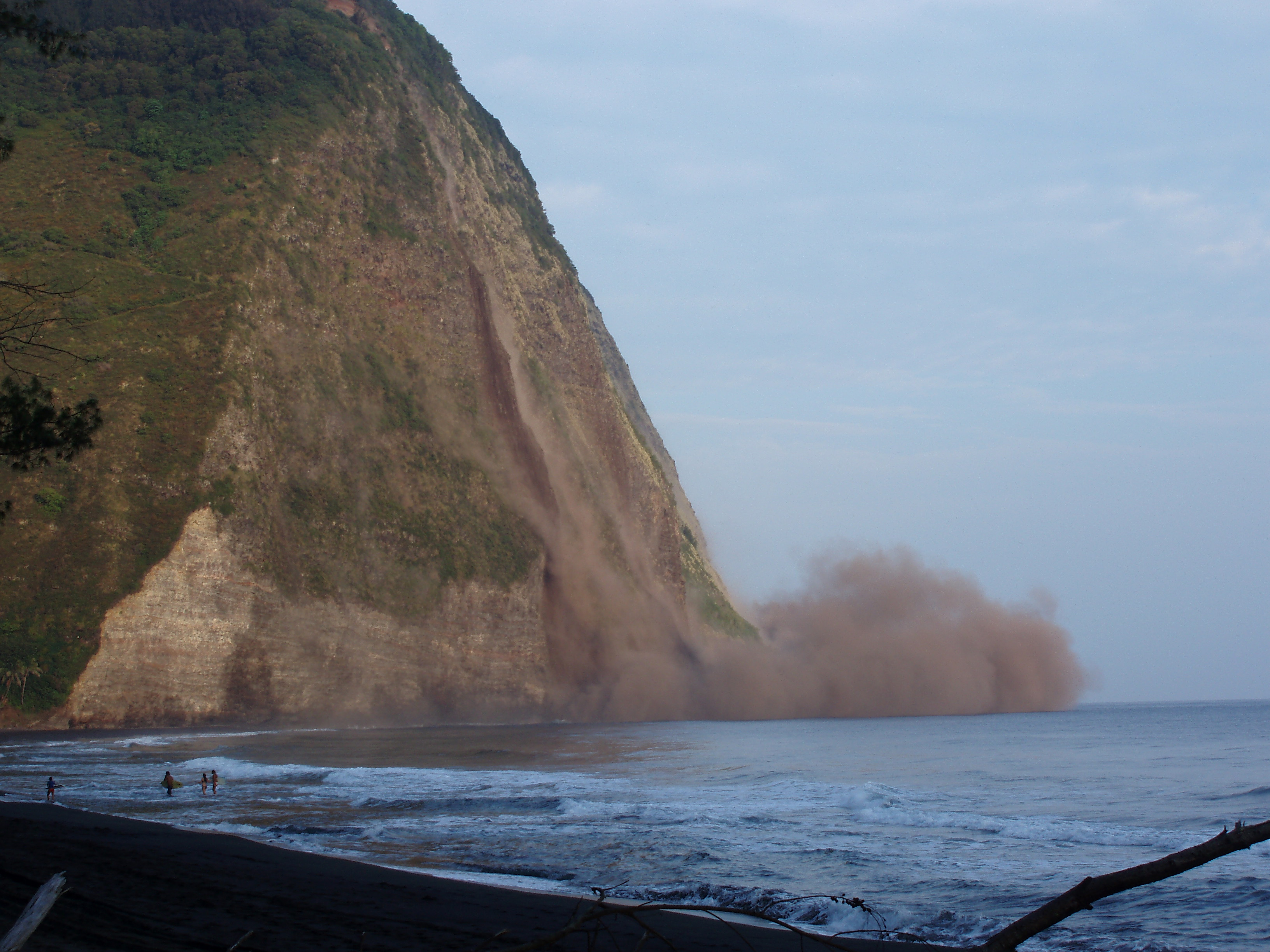
Glissement de terrain au niveau de la vallée de Waipiʻo sur les falaises littorales du Hāmākua Pali, le long des côtes nord-est du Kohala.

Les dégâts matériels les plus importants se sont produits dans le nord et l'ouest de Hawaï. Ils sont d'une force VII-VIII sur l'échelle de Mercalli dans l'ouest de l'île, de force VI dans l'est de Maui et de force V sur Oahu. Ils se traduisent par la destruction de 67 bâtiments, des fissures dans de nombreux autres, des bris de vitre, des chutes d'objet, de plafonds et de murs, des fissures dans le sol et les routes, des effondrements de ponts. Des glissements de terrain se sont aussi produits, notamment sur les falaises littorales dans le nord de l'île. Le Kohala Ditch, le réseau d'irrigation historique sur les flancs du Kohala, est endommagé et il ne peut être réparé pour permettre aux 15 000 kayakistes annuels de l'emprunter à nouveau.
Des coupures d'électricité se sont produites dès le séisme par la mise en sécurité des centrales et leur remise en route a parfois pris quatorze heures. Les observatoires du Mauna Kea ont également subit des dégâts mineurs, notamment les observatoires W. M. Keck I et II qui n'ont pu être remis en service que le 28 février 2007 et l'observatoire Canada-France-Hawaï qui fonctionne à nouveau quatre jours après le séisme.
Aucun tsunami ne s'est formé, seule une vague de 10,2 centimètres a été enregistrée par le centre d'alerte des tsunamis dans le Pacifique sur les côtes de l'île.

## Référence
- (en) Cet article est partiellement ou en totalité issu de l’article de Wikipédia en anglais intitulé « 2006 Hawaii earthquake » (voir la liste des auteurs).